# Sylvia Bashevkin
Sylvia Bashevkin (* 1954) ist eine kanadische Politikwissenschaftlerin und emeritierte Professorin der University of Toronto. Sie amtierte 1993/94 als Präsidentin der Canadian Political Science Association (CPSA) und ist Fellow of the Royal Society of Canada.

## Leben
Bashevkin machte ihren Bachelor-Abschluss am Hampshire College, das Master-Examen an der University of Michigan und wurde an der York University zur Ph.D. promoviert. Ihre Forschungsgebiete sind die kanadische Politik, Vergleichende Politikwissenschaft und die Rolle von Frauen in der Politik.

## Schriften (Auswahl)
- Women as foreign policy leaders. National security and gender politics in superpower America.  Oxford University Press, New York 2018, ISBN 978-0-19087-537-4.
- Women, power, politics. The hidden story of Canada's unfinished democracy. Oxford University Press, Don Mills 2009, ISBN 978-0-19543-170-4.
- Welfare hot buttons. Women, work, and social policy reform. University of Pittsburgh Press, Pittsburgh 2002, ISBN 082295799X.
- Women on the defensive. Living through conservative times. University of Toronto Press und University of Chicago Press, Toronto und Chicago 1998, ISBN 0802081878.